# Щолберг
Щолберг (на немски: Stolberg) е град (понякога наричан „Харц“ в исторически препратки) и бивша община в окръг Мансфелд-Зюдхарц, във федералната провинция Саксония-Анхалт, Германия. Намира се в южната част на планината Харц, на около 27 км западно от Зангерхаузен и на 13 км североизточно от Нордхаузен. От 1 септември 2010 г. е част от община Зюдхарц .

## Побратимени градове
Щолберг, град в Саксония-Анхалт е побратимен с:
- Щолберг, град в Северен Рейн-Вестфалия, Германия
- Хардегесен, Долна Саксония, Германия
- Ходонин, Южна Моравия, Чехия

## Личности

### Родени
- Томас Мюнцер (1489–1525), революционен теолог и лидер на селяните
- Тилеман Платнер ( 1490–1551 ), суперинтендант и първи евангелски министър в Щолберг
- Графиня Анна от Щолберг (1504–1574), 28-ма игуменка на императорското абатство в Кведлинбург
- Графиня Юлиана фон Щолберг (1506–1580), майка на Вилхелм Орански
- Граф Хайнрих фон Щолберг (1509–1572), управляващ граф над Щолберг и Вернигероде
- Готфрид Грюнер (1923-2011), скулптор
- Волфганг Кнапе (р. 1947 г.), автор
- Йенс Леман (р. 1967 г.), колоездач